# Powiat Herford
Powiat Herford (niem. Kreis Herford, 1911–1969 Landkreis Herford) – powiat w Niemczech, w kraju związkowym Nadrenia Północna-Westfalia, w rejencji Detmold. Stolicą powiatu jest miasto Herford.

## Podział administracyjny
Powiat Herford składa się z:
- sześciu gmin miejskich (Stadt)
- trzech gmin wiejskich (Gemeinde)

Gminy miejskie:
| Lp. | Nazwa gminy miejskiej | Ludność (31.12.2010) | Powierzchnia km² |
| --- | --------------------- | -------------------- | ---------------- |
| 1   | Bünde                 | 44.786               | 59,31            |
| 2   | Enger                 | 20.010               | 41,21            |
| 3   | Herford               | 64.088               | 79,00            |
| 4   | Löhne                 | 40.199               | 59,44            |
| 5   | Spenge                | 14.847               | 40,26            |
| 6   | Vlotho                | 19.282               | 76,94            |

Gminy wiejskie:
| Lp. | Nazwa gminy wiejskiej | Ludność (31.12.2010) | Powierzchnia km² |
| --- | --------------------- | -------------------- | ---------------- |
| 1   | Hiddenhausen          | 19.846               | 23,86            |
| 2   | Kirchlengern          | 16.100               | 33,78            |
| 3   | Rödinghausen          | 9.862                | 36,27            |